# Мителешенбах
Мителешенбах (њем. Mitteleschenbach) општина је у њемачкој савезној држави Баварска. Једно је од 58 општинских средишта округа Ансбах. Према процјени из 2010. у општини је живјело 1.579 становника. Посједује регионалну шифру (AGS) 9571178.

## Географски и демографски подаци
Мителешенбах се налази у савезној држави Баварска у округу Ансбах. Општина се налази на надморској висини од 407 метара. Површина општине износи 10,5 km². У самом мјесту је, према процјени из 2010. године, живјело 1.579 становника. Просјечна густина становништва износи 150 становника/km².